# Vörs
Vörs (horvátul: Verša) község Somogy vármegyében, a Marcali járásban. 
Hivatalosan, levédetve „a Kis-Balaton fővárosa”. Vörsön található Európa legnagyobb templomban épített beltéri betleheme, amely a karácsonyi ünnepek idején több tízezer látogatót vonz a településre. A Szent Márton Európai Kulturális Útvonalat az Európai Tanács 2005-ben kiemelkedő jelentőségű európai kulturális úttá nyilvánította. Vörs az ennek nyomán kialakított Via Sancti Martini hálózat egyik állomása. Vörsön megtekinthető még Magyarország első vidéki tűzoltómúzeuma és a híres vörsi tájház ia.
Érdekességként elmondható, hogy a falu 2000-ben országos tűzoltótalálkozót szervezett, 2001-ben az első kihelyezett kormánygyűlés helyét adta, vendégül látva az 1998-2002 között hivatalban lévő első Orbán-kormány tagjait és Orbán Viktor miniszterelnököt.

## Fekvése
Vörs Somogy vármegye északnyugati csücskében fekszik, a térség fő turisztikai célpontjai közül Keszthelytől 12, Hévíztől 17, Zalakarostól pedig 20 kilométerre található. Közigazgatási területének legészakibb pontja alig 300 méterre van a Balaton partvonalától.
A közvetlenül határos települések: északkelet felől Balatonszentgyörgy, délkelet felől Tikos, dél felől Szegerdő és Főnyed, délnyugat felől Balatonmagyaród, nyugat felől Zalavár, északnyugat felől pedig Fenékpuszta (Keszthely déli településrésze).

### Megközelítése
Északi határszéle mellett halad el az M76-os autóút és a 76-os főút is, lakott területe vonatkozásában azonban a község zsáktelepülésnek minősül, mivel aszfaltozott úton csak a 7501-es útból leágazó 75 102-es úton (települési nevén Kossuth Lajos utcán) közelíthető meg.
Vonattal a Budapest–Murakeresztúr-vasútvonalon érhető el, amelynek egy megállóhelye van itt. Vörs megállóhely a belterület nyugati széle közelében helyezkedik el, közúti elérését a falu központja felől egy önkormányzati út biztosítja.

## Története
Vörs Árpád-kori település. Nevét 1293–1364 között említették először oklevelek mint a Hahót nemzetség Buzád ágának birtokát. 1496-ban a Csányi családnak volt itt földesúri joga. Az 1536. évi adólajstromban Wers írásmóddal szerepel. 1563-ban a török kincstári adólajstrom szerint csak 6, 1573–1574-ben pedig csak 4 házból állt. Birtokosai 1583-ban Csányi Bernát, 1598–1599-ben János, 1626–1627-ben Bakó Farkas, 1660-ban pedig Sárkány Miklósné voltak. 1703 körül pedig már Festetics Pál birtokában találjuk. 1715-ben csak 8 háztartást írtak benne össze. 1726–1733-ban Festetics Kristóf, 1767-ben Csányi Ferenc, Imre és Györgyné, 1776-ban pedig Csányi Ferenc és Imre birtoka volt, a 19. század elején pedig gróf Festetics György és Sallér Judit, a 20. század elején herceg Festetics Tasziló volt a nagyobb birtokosa.
A 20. század elején Somogy vármegye Marcali járásához tartozott.
1910-ben 1005 lakosából 1004 magyar, ebből 987 római katolikus, 11 izraelita volt.

## Közélete

### Polgármesterei
- 1990–1994: Farkas László (független)[3]
- 1994–1998: Farkas László (független)[4]
- 1998–2002: Farkas László (független)[5]
- 2002–2006: Farkas László (független)[6]
- 2006–2010: Farkas László (független)[7]
- 2010–2014: Farkas László (független)[8]
- 2014–2019: Deák Tamás (független)[9]
- 2019–2024: Deák Tamás (független)[10]
- 2024– : Deák Tamás (független)[1]

## Népesség
A település népességének változása:
| Lakosok száma | 459  | 482  | 479  | 511  | 452  | 482  | 469  | 456  |
|               | 2013 | 2014 | 2015 | 2018 | 2021 | 2022 | 2023 | 2024 |

A 2011-es népszámlálás során a lakosok 84,5%-a magyarnak, 6,6% németnek, 1,9% cigánynak, 0,2% örménynek mondta magát (12,6% nem nyilatkozott; a kettős identitások miatt a végösszeg nagyobb lehet 100%-nál). A vallási megoszlás a következő volt: római katolikus 60,7%, református 1,2%, evangélikus 0,2%, görögkatolikus 0,2%, felekezeten kívüli 7,5% (29,9% nem nyilatkozott).
2022-ben a lakosság 77,4%-a vallotta magát magyarnak, 13,9% németnek, 3,7% cigánynak, 0,4% románnak, 0,2% szerbnek, 0,2% lengyelnek, 2,3% egyéb, nem hazai nemzetiségűnek (11,8% nem nyilatkozott; a kettős identitások miatt a végösszeg nagyobb lehet 100%-nál). Vallásuk szerint 49,4% volt római katolikus, 2,1% református, 1,7% evangélikus, 0,6% görög katolikus, 1,9% egyéb keresztény, 2,1% egyéb katolikus, 6,6% felekezeten kívüli (35,7% nem válaszolt).

## Nevezetességei

#### Európa legnagyobb Betleheme
A legelső Betlehem 1948-ban lett megépítve. A falubeliek kezdeményezésére lebontották ideiglenesen a Jézus Szíve oltárt a templomon belül, majd annak helyére egy kisebb Betlehemet építettek. Ma már több mint 60 négyzetméteren meg lehet tekinteni a gipszből, emberi és állati figurákat leszámítva csak természetes anyagokból készülő óriási Betlehemet. A minden évben teljesen máshogy berendezett építmény az adventi időszakban több tízezer embert vonz. A beltéri betlehem a Szent-Márton templomban található

#### Avar–magyar temető
Az avar–magyar kontinuitás egyik bizonyítékaként tartják számon, Költő László régész tárta fel.

#### Szent Márton-templom
Szent Márton tiszteletére szentelt, ma műemléki védelem alatt álló római katolikus templom 1820-ban épül késő barokk stílusban, nevezetes barokk stílusú tornyát 1845-ben kapta. Mai formáját 1906-ban nyerte el. Főoltárának közepén Szent Márton könyvet és fehér ludat tartó szobra áll. A kereszthajóban az Amiens-i jelenetet ábrázoló modern üvegablak van. A templom előtti Szentháromság-szobor talpazatán Szent Domonkos, Szent Vendel és a kezét áldásra emelő Szent Márton püspök szobra látható.  1948 óta  advent első vasárnapjára a templomban építik fel Európa legnagyobb természetes anyagokból, mohából, zuzmókból, élethű figurákból készülő beltéri híres betlehemét, amely Európa egyik, ha nem a legnagyobb templomon belüli betleheme.

#### Talpasház (tájház)
A híres vörsi tájház története 1961-ig vezethető vissza, akkor még 6 darab füstőskonyház talpasház volt található a Dózsa utcában. A jelenleg egyedül maradt Talpasházat 2015-ben az oktatási és Kulturális Minisztérium Vendégváró tájházak című pályázat keretének köszönhetően felújított utolsó ház. A Kis-Balaton hagyományos használati eszközeit, elsősorban a népi halászati módszerekhez kapcsolódó szerszámokat, a táj népi építészetét, a lápból élő pákászok életmódját ismerhetjük meg a talpasházat meglátogatva.

#### Tűzoltómúzeum
Magyarország első vidéki tűzoltómúzeuma, amely 1983-ban nyílt meg a Somogy Megyei Múzeumok Igazgatósága, a Somogy megyei tűzoltó parancsnokság és a budapesti Tűzoltó Múzeum összefogásával. A terem középpontja igazi ritkaság, egy Geittner és Rausch-féle kézi működtetésű kocsifecskendő és egy Köhler-féle benzinmotoros szer található a sok már különleges tárgy mellett.

#### A gólya, a település egyik szimbóluma
A Vörsön fészkelő fehér gólyák egyike a 2000-es években azzal vált híressé, hogy 13 éven keresztül minden tél végén az első Magyarországra érkezett gólya volt. Érkezési időpontja ebben az időszakban február 23-26 között volt; a helyiektől idővel saját nevet is kapott, Charlie-nak nevezték el. 2020 február 11-én ismét Vörsön szállt le a Kele névre elkeresztelt – szintén Fekete István, a berki ember név után elkeresztelt Tüskevár ABC melletti fészekben – Magyarország első gólyája. 

#### A bödönhajókészítés központja
A balatoni halászokat a 19. században Vörs látta el bödönhajóval, mivel a környékbeli erdőkben „csónaknak termett” évszázados tölgyeket találtak. Ebben a században – 30-40 évig – egyedül Vörsnek voltak olyan erdői, hogy a Balaton halászatához szükséges bödönhajó szükségletét egymaga el tudta látni. Ezért Vörsön mindenhol lehetett ilyen halászhajót találni, pedig a 19. század végén már egyetlen másik balatonmelléki faluban nem volt fellelhető. Végül ahogy a technológia fejlődött, már a vörsiek sem készítettek új hajókat. A történelemkönyvek szerint Szabó János készítette az utolsó bödönhajókat 1897-ben Vörsön keszthelyi halászok számára.
Gulyás József sírja
Az 1920-as években Vörs világszinten is látogatott volt a madártannal foglalkozó szakemberek, az ornitológusok számára, ugyanis Gulyás József, Magyarország első nemzeti parki alkalmazottja itt lakott. A vörsi halászt 1922-ban nevezték ki a kis-balatoni kócsagtelep megőrzésére. A neves kócsagőr a mai természetvédelmi őrök elődjének tekinthető. Az ő munkásságának köszönhető, hogy a Kis-Balaton kócsagállománya megmenekült.

## Vörs az irodalomban
- Vörs az egyik helyszíne Lipták Gábor A feltámadt betyár című, s a balatonfüredi író Amiről a vizek beszélnek című novelláskötetében szereplő novellájának.
- Fekete István Hajnal a Nádban című versét Vörsön írta 1953-ban.
- Vass Krisztián Kis-Balatoni Krónika